# Casimiro Monteiro
Casimiro Emérito Rosa Teles Jordão Monteiro (Goa, 28 de dezembro de 1920 — Richards Bay (África do Sul), 25 de janeiro de 1993), também conhecido como Agente Monteiro, foi um agente de inteligência militar de operações secretas e agente de autoridade durante o regime do Estado Novo. Realizou atentados e assassinatos encomendados pelo governo, em Portugal, Moçambique e Goa. As suas ações centraram-se sobretudo contra os membros dos movimentos de independência que existiam no império colonial português.
Como agente da PIDE, Casimiro Monteiro torturou indianos em Goa que exigiam a união dos territórios da Índia portuguesa com a Índia recém-independente. Acredita-se que Monteiro tenha realizado os assassinatos de Humberto Delgado e Eduardo Mondlane.
Após a Revolução dos Cravos em 1974, Casimiro Monteiro perdeu o emprego e a imunidade de acusação. Recebeu asilo político na África do Sul e viveu lá na pobreza e na obscuridade até à sua morte.

## Infância
Monteiro nasceu em Goa, filho de pai português e mãe nativa de Goa, uma aguadeira da cidade de Ponda. Viveu em Portugal algum tempo antes de se juntar ao exército do general Franco na Guerra Civil Espanhola.
Após a guerra, Monteiro mudou-se para o Reino Unido, onde trabalhou para um talhante com cuja filha se casou e teve um filho, embora os tenha abandonado após a Revolução dos Cravos, quando perdeu a proteção da agora derrubada ditadura de Salazar e foi forçado a fugir para evitar processos e extradição para a Índia.

## Goa Portuguesa
Na década de 1950, Monteiro juntou-se à Polícia Colonial Portuguesa em Goa, onde interrogou ativistas do movimento de libertação de Goa. A maior parte da tortura aconteceu na Estação da Polícia de Valpoi e, eventualmente, Monteiro tornou-se infame e temido em toda a Índia portuguesa. No final do domínio português na Índia, existiam até várias canções locais que falavam do temido Agente Monteiro.

## Agente da PIDE
Após a anexação de Goa pelo Exército Indiano em 1961, Monteiro foi recrutado pela Polícia Internacional e de Defesa do Estado (PIDE). Inicialmente, participou numa campanha para organizar uma resistência anti-índia entre os goanos, denominada Plano Gralha. Os agentes da PIDE usaram a Emissora Nacional (estação de rádio que continuou em funcionamento após 1961) para transmitir histórias de resistência goesa contra as autoridades indianas. Foram feitos planos para sabotar as instalações portuárias de Mormugão e Bombaim. Em 1962, foi instalada uma bomba na Escola Municipal Vasco, e outra noutro local em outubro. Casimiro foi associado a explosões de bombas em 20 de junho de 1964. O governo português, em comunicado oficial à ONU, afirmou posteriormente que os ataques foram atos de revolta contra o domínio indiano.
Em 1965, Casimiro Monteiro assassinou o general Humberto Delgado em Espanha. O General tinha sido o Líder da Oposição contra o governo de Salazar. Monteiro, que tinha disparado contra Delgado e estrangulado a sua secretária, foi considerado culpado pelos tribunais espanhóis e condenado a 19 anos à revelia.
No final da década de 1960, Monteiro foi para Moçambique (como agente da PIDE) para combater a FRELIMO (Frente de Libertação de Moçambique), um movimento de luta pela independência contra o governo português, internacionalmente reconhecido. A maioria dos combatentes da Frelimo estava aquartelada na Tanzânia. Monteiro atravessou para a Tanzânia e, usando um pacote-bomba, assassinou Eduardo Mondlane, o líder fundador da FRELIMO.